# Shan Shili
Shan Shili (xinès simplificat: 單士釐) (Xiaoshan, 1858 - Pequín, 1943) va ser una pedagoga, traductora, poeta i escriptora xinesa. Considerada la primera escriptora xinesa que va escriure extensament sobre els seus viatges a l'estranger. Introductora a la Xina de models educatius japonesos dirigits a les dones.També va ser la primera persona a la Xina a utilitzar el calendari gregorià.

## Biografia
Shan Sili va néixer l'any 1858 a Xiaosaho, a la província xinesa de Zhejiang, durant el regnat de l'emperador Guangxu a finals de la dinastia Qing. Nascuda el 1856 en una família d'estudiosos, va rebre una àmplia educació literària (poesia i prosa clàssiques) i històrica a causa del desig del seu oncle matern, Xu Renbo.
El 1892 es va casar amb Qian Xun (钱恂),un diplomàtic i ambaixador, germà gran de Qian Xuantong (un reconegut lingüista xinès), i també membre secret de la Guangfuhui (光复会, Societat de Restauració, una organització anti-Qing) que més tard va derivar en la societat secreta Tongmenghui. El seu fill Qian Daosun va ser reconegut traductor, mentre que el seu nebot Qian Sanqiang un científic famós.

#### Viatge al Japó
El 1898, el seu marit va ser nomenat inspector d'estudiants xinesos al Japó. Shan Shili es va unir a ell a Tòquio l'any següent i, de 1899 a 1902, va dividir el seu temps entre Xina i Japó. Va viatjar de Tòquio a Osaka, visitant la Cinquena Exposició Industrial Nacional de 1903. Després de veure les exposicions al pavelló d'educació, va sentir fermament que el Japó havia progressat gràcies al seu sistema educatiu. Va dir: "La raó per la qual el Japó té un lloc al món avui, la raó per la qual és capaç de tornar de la vora de la destrucció i ocupar el seu lloc entre els poders forts, és pel seu sistema educatiu". Així va concloure que l'educació era la base d'una nació.
Va aprendre japonès, que acaba parlant amb fluïdesa, per poder fer d'intèrpret al seu marit. Impressionada pel sistema educatiu japonès en comparació amb el sistema xinès li semblà arcaic, sobretot per a les dones que encara no podien, en la seva gran majoria, sortir de casa per estudiar. Pensant com molts xinesos de l'època que l'educació era fonamental si volien treure el país del seu endarreriment, va portar amb ella els seus dos fills, la seva nora i el seu gendre a estudiar al Japó.

#### Viatge a Rússia
El 1903, va acompanyar el seu marit a Rússia, on va ser nomenat membre de la legació xinesa. Surten del Japó, travessen Corea, amb una primera parada a Busan, on observa com viuen els coreans sota el domini japonès. Van travessar el nord-est de la Xina i després Rússia, recorrent un total de prop de deu mil quilòmetres en 80 dies. Durant aquest viatge Shan va escriure el seu primer llibre-diari de viatges: "Guimao lüxing ji" (癸卯旅行记). Va visitar Moscou i Sant Petersburg, on visità edificis il·lustres, museus, galeries i fins i tot hospitals. Va comprar una postal amb el retrat de Tolstoi i va escriure unes línies entusiastes que la converteixen en la primera escriptora xinesa que va presentar l'autor rus al poble xinès.

#### Viatge a Europa
Va marxar amb el seu marit el 1907 quan va ser nomenat per a un càrrec als Països Baixos, després, l'any següent, a Itàlia, on va ser ambaixador xinès a Roma des del juliol de 1908 fins al novembre de 1909. Després del seu retorn a la Xina el 1909, va escriure el seu segon llibre "Guiqian ji" (归潜记) on va anotar el que va veure i va aprendre a Europa, les seves emocions estètiques, les seves sorpreses, la seva admiració, però també la seva desaprovació sovint (sobretot davant dels nus dels museus italians). També sembla que tenia coneixements a nivell de lectura de diverses llengües europees com el llatí, italià i francès.

## Obres destacades
- El primer diari de viatges publicat va ser Guimao Lüxing Ji (癸卯旅 行記). És el relat del dia a dia dels seus viatges al Japó i Rússia. Va ser publicat per primera vegada l'any 1904 per una editorial comercial del Japó, amb un prefaci de Qian Xun i un de la mateixa Shan Shili. De manera semblant a un "diari de l'ambaixada", el seu registre de viatges incorpora llocs importants o interessants trobats pel camí, acompanyats de reflexions personals i polítiques. El treball de Shan, però, no podia ser un diari adequat de l'ambaixada, perquè no era una diplomàtica sinó la dona d'un diplomàtic. A causa del seu gènere, el seu diari de viatge és centra en l'àmbit privat, amb reflexions, com les referents a l'educació de les dones, la modernització ràpida i molt visible del Japó i el racisme cap als xinesos a Rússia.[cal citació]
- Guiqian ji, el segon llibre de viatges és una col·lecció d'assajos relacionats amb els viatges que entreteixeixen l'experiència de primera mà de l'autor amb una gran quantitat d'investigacions erudites. En lloc d'un registre del dia a dia després d'un itinerari de viatge, aquests assaigs cobreixen una àmplia gamma de temes, com ara l'arquitectura, la història de l'art, la mitologia grega, la història del cristianisme i el judaisme, un relat del gueto jueu a Roma i una biografia de Marco Polo.[cal citació] El diari també és un esquema del diàleg cultural entre la Xina i Occident. Va ser publicat per primera vegada l'any 1910 per una editorial privada gràcies a la família del seu marit.[5]
- Com a pedagoga, després d'aprendre japonès, va traduir obres japoneses sobre l'educació de la dona, i en particular el Kaseigaku (家政学) o "Principis d'economia domèstica" de Shimoda Utako, però també el Joshi kyōikuron (女子教育论) o " Tractat sobre l'educació de la dona" de Nagae Masanao.[5]